# Saulius Ritter
Saulius Ritter, né le 23 août 1988 à Vilnius, est un rameur lituanien.

## Palmarès

### Jeux olympiques d'été
| Discipline     | Londres 2012 Royaume-Uni | Rio 2016 Brésil |
| -------------- | ------------------------ | --------------- |
| Deux de couple |                          | Argent          |

### Championnats du monde
| Discipline     | Bled 2011 Slovénie | Chungju 2013 Corée du Sud | Amsterdam 2014 Pays-Bas | Aiguebelette 2015 France |
| -------------- | ------------------ | ------------------------- | ----------------------- | ------------------------ |
| Deux de couple |                    | Argent                    |                         | Argent                   |

### Championnats d'Europe
| Discipline     | Plovdiv 2011 Bulgarie | Varèse 2012 Italie | Séville 2013 Espagne | Belgrade 2014 Serbie | Poznań 2015 Pologne |
| -------------- | --------------------- | ------------------ | -------------------- | -------------------- | ------------------- |
| Deux de couple | Or                    |                    | Argent               | Or                   |                     |